# Волири
Волири (фр. Ouoliri) — деревня в Чаде, расположенная на территории региона Канем. Входит в состав департамента Канем.

## География
Деревня находится в западной части Чада, к северо-востоку от озера Чад, на высоте 306 метров над уровнем моря.
Волири расположен на расстоянии приблизительно 188 километров к северо-северо-востоку (NNE) от столицы страны Нджамены. Ближайшие населённые пункты: Яури, Нтиара-Тури, Сиди-Малари, Серифинга, Нтиара, Нгара, Бир-Мафи.
Климат деревни характеризуется как аридный жаркий (BWh в классификации климатов Кёппена).

## Транспорт
Ближайший аэропорт расположен в городе Нгури.